# Amalia Domingo Soler
Amalia Domingo Soler (Sevilla, 10 de noviembre de 1835-Barcelona, 29 de abril de 1909) fue una escritora, novelista, activista de los derechos de la mujer y gran exponente del movimiento espiritista español por sus actuaciones de divulgación; trabajó con diferentes médiums y publicó las comunicaciones que recibían.
En sus escritos promovía valores como la compasión, el perdón y la búsqueda de la verdad interior. Su estilo es considerado como didáctico y moralizante, ya que a menudo incluía enseñanzas morales y espirituales. Se expresaba de forma poética y muy delicada lo que hace que sus escritos estén llenos de un gran sentimiento y una belleza sin igual.

## Trayectoria

### Infancia y juventud
Nació y se crio en Sevilla. Fue hija única de Manuela Soler y Pinto y Juan Domingo. Su padre las abandonó antes de que ella naciera. Una enfermedad le provocó casi la ceguera pero un farmacéutico consiguió que curara. Su madre le enseñó a leer a los cinco años y le inculcó el amor por la literatura.
Colaboró en revistas como el Museo literario o El Águila. Periódico instructivo y literario con artículos y poemas. En 1860 murió su madre y comenzó una etapa difícil. No estaba casada y las relaciones con su familia paterna eran inestables. Le aconsejaron un matrimonio de conveniencia o entrar a un convento, pero rechazó esas ideas. Una amiga la invitó a Tenerife, donde se trasladó y donde escribió un poema laudatorio junto a Ángela Mazzini y otras poetisas al general Prim por una visita que realizó a dicha isla. Debió permanecer allí hasta 1863 en que volvió a Sevilla. Decidió trasladarse a Madrid. Allí colaboró con revistas y periódicos como El Correo de la Moda; Álbum de Señoritas; La Educanda y  El álbum de las familias, entre otras además de revistas de provincias.
Los temas que trataba son los habituales que se asociaban a la escritura femenina pero comenzó ya a preocuparse por el acceso de las mujeres a la educación y a criticar unos determinados usos sociales como eran la frivolidad y la obsesión por vivir por encima de las posibilidades. Comenzó también a preocuparse por los más pobres.

### Movimiento espiritista
Una noche decepcionada de la vida, se le apareció su difunta madre. Esa visión le impulsó a volver a la iglesia y conoció al médico homeópata Joaquín Hysern, que le salvó de la ceguera. Este mismo homeópata, aunque declarado materialista, le entregó un ejemplar de El Criterio, periódico espiritista.
Su primera publicación, una poesía, apareció en el periódico espiritista La Revelación. Su primer artículo «El Espiritismo es la Verdad» fue publicado en El Criterio, dirigido por Antonio Torres-Solanot y Casas, en 1872. Sus artículos llamaron la atención y se integró poco a poco al movimiento espiritista español, asistiendo a reuniones en casas espiritistas. El 31 de marzo de 1875, aniversario de la desencarnación de Allan Kardec, leyó la poesía A la memoria de Allan Kardec delante de los miembros de la Sociedad Espiritista Española.
Junto a los espiritistas de Murcia, permaneció cuatro meses recuperándose de una enfermedad. Amalia creía firmemente que sería un error vivir del espiritismo, así que siguió trabajando de día mientras que de noche escribía. Permaneció en Madrid hasta que se mudó a Barcelona, el 10 de agosto de 1876, invitada por el centro espiritista La Buena Nueva, alojándose en casa de su adalid, Lluís Llach, y con la esperanza de encontrar mejores condiciones de trabajo en la capital catalana. 

### Memorias del padre Germán
El 9 de mayo de 1879 se le apareció quien sería su guía espiritual, el padre Germán. En Barcelona se encontró con el médium sonámbulo, Eudaldo, que recibió varios mensajes destinados a Amalia, muchos de ellos reunidos en el libro Memorias del padre Germán, que fue publicado en partes a partir de 29 de abril de 1880.

### Feminismo
En 1888 junto con Rosario de Acuña, firmó un manifiesto dirigido a las mujeres del siglo XIX en las que exigían el derecho a un trabajo digno, el acceso a la educación más completa y la elección del propio destino. También puso en marcha la primera escuela laica y gratuita por obreras sin recursos con Ángeles López de Ayala y, junto con Teresa Claramunt y Creus, fundaron el mismo año 1891 lo que se puede considerar el primer núcleo feminista del estado, la Sociedad Autónoma de Mujeres, siendo sustituida posteriormente por la Sociedad Progresiva Femenina (1898).
Uno de los proyectos más destacados fue la puesta en marcha, por primera vez, de casas de acogida por mujeres sin recursos, donde estaban, entre otros, prostitutas, dándoles un lugar seguro e higiénico donde vivir y permitiéndoles formarse para conseguir trabajos dignos.
Hacia 1891, año en que comenzó a escribir sus memorias, Amalia calculó que ya había escrito más de 1.286 artículos en diarios nacionales e internacionales como los antes mencionados, El Criterio, La Revelación y Revista de Estudios Psicológicos y otros, como La Idea de Dios, El Espiritismo o La Gaceta de Cataluña, entre otros.

### Divulgación
El 22 de mayo de 1879, Amalia publicó el primer número de La Luz del Porvenir dirigido por ella misma. En el primer número salió el artículo "La idea de Dios" que fue denunciado a las autoridades, lo que provocó la suspensión del periódico por 42 semanas. Para burlar la censura lanzó otra revista, con el nombre El Eco de la Verdad, hasta que la revista suspendida pudiese volver a circular. Publicó 26 números de este.
Amalia escribió para varios periódicos, entre ellos: La Idea de Dios, El Criterio, El Espiritismo, Gaceta de Cataluña, Revista de Estudios Psicológicos y La Revelación, dejando un gran legado al movimiento espiritista español y mundial. 
En 1891 Amalia escribió sus Memorias entre 1835 —año de su nacimiento— y 1891, que serían completadas en 1912 por una médium.
Entre 1897 y 1899 escribió ¡Te perdono! Memorias de un espíritu, en las que, a través de Edualdo Pagés, un espíritu relata en primera persona sus diversas vidas. Este espíritu nos recuerda a Teresa de Jesús.
Falleció en 1909 a consecuencia de una bronconeumonía. Su entierro civil tuvo lugar en el cementerio del sudoeste, en la ladera del Montjuic, en Barcelona.
Se siguió publicando sus obras tras su muerte, entre otras, Cuentos espiritistas (1925).

## Algunas publicaciones
- Réplica a la escuela materialista

- El Espiritismo

- Un ramo de amapolas y una lluvia de perlas, o sea, un milagro de la Virgen de la Misericordia, 1868

- Memorias del padre Germán: comunicaciones obtenidas por el médium parlante del centro espiritista La Buena Nueva de la ex-villa de Gracia, 1900. Editorial Kier. 295 pp.

- ¡Te perdono!: Memorias de un espíritu. Volumen 2 de la Biblioteca de Novelas Ocultistas. Editorial Kier, 1944

- Ramos de violetas. En línea en Wikisource

- Memorias, 1891 y 1912, algunas veces titulado Memorias de una mujer, así como Memorias de la insigne cantora del espiritismo

- Hechos que prueban

- Réplicas de Amalia

- La luz del porvenir

- La luz del camino

- La luz del de la verdad

- La luz del Espiritu

- La luz que nos guia

- La luz del futuro

- Cuentos espiritistas, ed. de Amelina Correa Ramón, ilustraciones de Marina Arespacochaga. Madrid, Ediciones Clan, 2002, 226 pp. ISBN 84-89142-57-2, ISBN 978-84-89142-57-2 2002

- Las grandes virtudes

- Sus más hermosos escritos. Del más allá. 4.ª edición de Editorial Kier, 352 pp. 1952

## Honores

### Eponimia
- Asociación Espírita Andaluza Amalia Domingo Soler.[11]